# Oscar 1942
A 14ª cerimônia de entrega dos Academy Awards (ou Oscars 1942), apresentada pela Academia de Artes e Ciências Cinematográficas, premiou os melhores atores, técnicos e filmes de 1941 no dia 26 de fevereiro de 1942, em Los Angeles e teve como mestres de cerimônias Bob Hope.
Este ano marcou a estreia do Oscar de Melhor Documentário de longa-metragem como um Prêmio Especial. Foi a partir da edição seguinte que ele passou a ser concedido de forma competitiva a cada ano, com exceção de 1946.
Essa edição da premiação é lembrada por ser o ano em que Cidadão Kane não ganhou o Oscar de Melhor Filme. Posteriormente considerado por muitos como o melhor filme já feito, Cidadão Kane foi indicado à nove categorias mas venceu apenas uma, a de Melhor Roteiro Original.
O drama How Green Was My Valley foi premiado na categoria de melhor filme.

## Indicados e vencedores
| Melhor Filme - How Green Was My Valley – Darryl F. Zanuck para a 20th Century Fox - Blossoms in the Dust – Irving Asher para a Metro-Goldwyn-Mayer - Citizen Kane – Orson Welles para a RKO Pictures - Here Comes Mr. Jordan – Everett Riskin para a Columbia - Hold Back the Dawn – Arthur Hornblow Jr. para a Paramount - The Little Foxes – Samuel Goldwyn para a RKO Pictures - The Maltese Falcon – Hal B. Wallis para a Warner Bros. - One Foot in Heaven – Hal B. Wallis for Warner Bros. - Sergeant York – Hal B. Wallis e Jesse L. Lasky para a Warner Bros. - Suspicion – Alfred Hitchcock para a RKO Pictures | Melhor Diretor - John Ford – How Green Was My Valley - William Wyler – The Little Foxes - Alexander Hall – Here Comes Mr. Jordan - Howard Hawks – Sergeant York - Orson Welles – Citizen Kane |
| Melhor Ator/Actor (Principal) - Gary Cooper – Sergeant York - Cary Grant – Penny Serenade - Walter Huston – All That Money Can Buy - Robert Montgomery – Here Comes Mr. Jordan - Orson Welles – Citizen Kane | Melhor Atriz/Actriz (Principal) - Joan Fontaine – Suspicion - Bette Davis – The Little Foxes - Olivia de Havilland – Hold Back the Dawn - Greer Garson – Blossoms in the Dust - Barbara Stanwyck – Ball of Fire |
| Melhor Ator/Actor Coadjuvante/Secundário - Donald Crisp – How Green Was My Valley - Walter Brennan – Sergeant York - Charles Coburn – The Devil and Miss Jones - James Gleason – Here Comes Mr. Jordan - Sydney Greenstreet – The Maltese Falcon | Melhor Atriz/Actriz Coadjuvante/Secundária - Mary Astor – The Great Lie - Sara Allgood – How Green Was My Valley - Patricia Collinge – The Little Foxes - Teresa Wright – The Little Foxes - Margaret Wycherly – Sergeant York |
| Melhor Roteiro/Argumento - Original - Citizen Kane – Herman J. Mankiewicz e Orson Welles - Sergeant York – John Huston, Howard Koch, Abem Finkel e Harry Chandlee - Tall, Dark and Handsome – Karl Tunberg e Darrell Ware - The Devil and Miss Jones – Norman Krasna - Tom, Dick and Harry – Paul Jarrico | Melhor Roteiro/Argumento - Adaptado - Here Comes Mr. Jordan – Sidney Buchman e Seton I. Miller por Heaven Can Wait de Harry Segall - Hold Back the Dawn – Charles Brackett e Billy Wilder por Memo to a Movie Producer de Ketti Frings - How Green Was My Valley – Philip Dunne por Como Era Verde o Meu Vale de Richard Llewellyn - The Little Foxes – Lillian Hellman por The Little Foxes (peça) de Lillian Hellman - The Maltese Falcon – John Huston por The Maltese Falcon (livro) de Dashiell Hammett |
| Melhor História Original - Here Comes Mr. Jordan – Harry Segall - Ball of Fire – Billy Wilder e Thomas Monroe - Meet John Doe – Richard Connell e Robert Presnell Sr. - Night Train to Munich – Gordon Wellesley - The Lady Eve – Monckton Hoffe | Melhores Efeitos Especiais |
| Melhor Curta-metragem em Uma Bobina - Of Pups and Puzzles – MGM - Army Champions – Pete Smith e MGM - Beauty and the Beach – Paramount - Down on the Farm – Paramount - Forty Boys and a Song – Warner Bros. - Kings of the Turf – Warner Bros. - Sagebrush and Silver – 20th Century Fox | Melhor Curta-metragem em Duas Bobinas - Main Street on the March! – Metro-Goldwyn-Mayer - Alive in the Deep – Woodard Productions, Inc. - Forbidden Passage – Metro-Goldwyn-Mayer - The Gay Parisian – Warner Bros. - The Tanks Are Coming – Exército dos EUA e Warner Bros. |
| Melhor Animação em Curta-metragem - Lend a Paw – Walt Disney Productions e RKO Pictures - Boogie Woogie Bugle Boy of Company B – Walter Lantz Productions e Universal - Hiawatha's Rabbit Hunt – Leon Schlesinger e Warner Bros. - The Night Before Christmas – MGM - Rhapsody in Rivets – Leon Schlesinger e Warner Bros. - Rhythm in the Ranks – George Pal Productions e Paramount - The Rookie Bear – MGM - Superman – Fleischer Studios e Paramount - Truant Officer Donald – Walt Disney Productions e RKO Pictures | Melhor Documentário em Curta-metragem - Churchill's Island – National Film Board of Canada e United Artists - Adventure in the Bronx – Film Associates - Bomber – U.S. Office for Emergency Management Film Unit e Motion Picture Committee Cooperating for National Defense - Christmas Under Fire – Ministério da Informação Britânico e Warner Bros. - A Letter from Home – Ministério da Informação Britânico e United Artists - Life of a Thoroughbred – Truman Talley e 20th Century Fox - Norway in Revolt – [[The March of Time] e RKO Pictures - A Place to Live – Philadelphia Housing Authority e Philadelphia Housing Association - Russian Soil – Amkino - Soldiers of the Sky – Truman Talley e 20th Century Fox - War Clouds in the Pacific – National Film Board of Canada e MGM                                                                         |
| Melhor Trilha Sonora/Banda Sonora/Comédia ou Drama - All That Money Can Buy – Bernard Herrmann - Back Street – Frank Skinner - Ball of Fire – Alfred Newman - Citizen Kane – Bernard Herrmann - Cheers for Miss Bishop – Edward Ward - How Green Was My Valley – Alfred Newman - Hold Back the Dawn – Victor Young - Ladies in Retirement – Morris Stoloff e Ernst Toch - King of the Zombies – Edward J. Kay - Dr. Jekyll and Mr. Hyde – Franz Waxman - Lydia – Miklós Rózsa - Mercy Island – Cy Feuer e Walter Scharf - Sergeant York – Max Steiner - So Ends Our Night – Louis Gruenberg - Sundown – Miklós Rózsa - Suspicion – Franz Waxman - Tanks a Million – Edward Ward - That Uncertain Feeling – Werner R. Heymann - The Little Foxes – Meredith Willson - This Woman Is Mine – Richard Hageman | Melhor Canção original - "The Last Time I Saw Paris" por Lady Be Good – Música de Jerome Kern; Letra de Oscar Hammerstein II - "Out of the Silence" por All-American Co-Ed – Música e Letra de Lloyd B. Norlin - "Blues in the Night" por Blues in the Night – Música de Harold Arlen; Letra de Johnny Mercer - "Boogie Woogie Bugle Boy of Company B" por Buck Privates – Música de Hugh Prince; Letra de Don Raye - "Baby Mine" por Dumbo – Música de Frank Churchill; Letra de Ned Washington - "Dolores" por Las Vegas Nights – Música de Louis Alter; Letra de Frank Loesser - "Be Honest With Me" por Ridin' on a Rainbow – Música e Letra de Gene Autry e Fred Rose - "Chattanooga Choo Choo" por Sun Valley Serenade – Música de Harry Warren; Letra de Mack Gordon - "Since I Kissed My Baby Goodbye" por You'll Never Get Rich – Música e Letra de Cole Porter |
| Melhor Trilha Sonora/Banda Sonora/Musical - Dumbo – Frank Churchill e Oliver Wallace - All-American Co-Ed – Edward Ward - Birth of the Blues – Robert Emmett Dolan - Buck Privates – Charles Previn - Ice-Capades – Cy Feuer - Sun Valley Serenade – Emil Newman - Sunny – Anthony Collins - The Chocolate Soldier – Herbert Stothart e Bronisław Kaper - The Strawberry Blonde – Heinz Roemheld - You'll Never Get Rich – Morris Stoloff | Melhor Mixagem/mistura de Som - That Hamilton Woman – Jack Whitney - Appointment for Love – Bernard B. Brown - Ball of Fire – Thomas T. Moulton - Citizen Kane – John O. Aalberg - How Green Was My Valley – Edmund H. Hansen - Sergeant York – Nathan Levinson - Skylark – Loren L. Ryder - The Chocolate Soldier– Douglas Shearer - The Devil Pays Off – Charles L. Lootens - The Men in Her Life – John P. Livadary - Topper Returns – Elmer Raguse |
| Melhor Direção de Arte/Preto & Branco - How Green Was My Valley – Direção de Arte: Richard Day e Nathan H. Juran; Decoração de Interior: Thomas Little - Hold Back the Dawn – Direção de Arte: Hans Dreier e Robert Usher; Decoração de Interior: Samuel M. Comer - Sundown – Direção de Arte: Alexander Golitzen; Decoração de Interior: Richard Irvine - Citizen Kane – Direção de Arte: Perry Ferguson e Van Nest Polglase; Decoração de Interior: Al Fields e Darrell Silvera - Ladies in Retirement – Direção de Arte: Lionel Banks; Decoração de Interior: George Montgomery - Sergeant York – Direção de Arte: John Hughes; Decoração de Interior: Fred M. MacLean - The Little Foxes – Direção de Arte: Stephen Goosson; Decoração de Interior: Howard Bristol - That Hamilton Woman – Direção de Arte: Vincent Korda; Decoração de Interior: Julia Heron - The Son of Monte Cristo – Direção de Arte: John DuCasse Schulze; Decoração de Interior: Edward G. Boyle - When Ladies Meet – Direção de Arte: Cedric Gibbons e Randall Duell; Decoração de Interior: Edwin B. Willis - The Flame of New Orleans – Direção de Arte: Martin Obzina e Jack Otterson; Decoração de Interior: Russell A. Gausman | Melhor Direção de Arte/Colorido - Blossoms in the Dust – Direção de Arte: Cedric Gibbons e Urie McCleary; Decoração de interior: Edwin B. Willis - Blood and Sand – Direção de Arte: Richard Day e Joseph C. Wright; Decoração de Interior: Thomas Little - Louisiana Purchase – Direção de Arte: Raoul Pene Du Bois; Decoração de Interior: Stephen Seymour |
| Melhor Cinematografia/Fotografia/Preto & Branco - How Green Was My Valley – Arthur Miller - Citizen Kane – Gregg Toland - Here Comes Mr. Jordan – Joseph Walker - Dr. Jekyll and Mr. Hyde – Joseph Ruttenberg - Hold Back the Dawn – Leo Tover - Sergeant York – Sol Polito - Sun Valley Serenade – Edward Cronjager - Sundown – Charles Lang - That Hamilton Woman – Rudolph Maté - The Chocolate Soldier – Karl Freund | Melhor Cinematografia/Fotografia/Colorido - Blood and Sand – Ernest Palmer e Ray Rennahan - Aloma of the South Seas – Wilfred M. Cline, Karl Struss e William Snyder - Billy the Kid – William V. Skall e Leonard Smith - Blossoms in the Dust – Karl Freund e W. Howard Greene - Dive Bomber – Bert Glennon - Louisiana Purchase – Harry Hallenberger e Ray Rennahan |
| Melhor Edição/Montagem - Sergeant York – William Holmes - Citizen Kane – Robert Wise - How Green Was My Valley – James B. Clark - Dr. Jekyll and Mr. Hyde – Harold F. Kress - The Little Foxes – Daniel Mandell | |

### Prêmios Especiais[4]
- A Walt Disney, William Garity, John N. A. Hawkins e à RCA Manufacturing Company por sua notável contribuição para o avanço do uso do som em filmes através da produção de Fantasia.
- A Leopold Stokowski e seus associados pelo seu feito único na criação de uma nova forma de música visualizada na produção da Walt Disney, Fantasia, ampliando assim o escopo do cinema como entretenimento e como uma forma de arte.
- A Rey Scott por sua extraordinária conquista na produção de Kukan, o registro cinematográfico da luta da China, incluindo sua fotografia com uma câmera de 16mm em condições extremamente difíceis e perigosas.
- Ao Ministério da Informação Britânico por sua apresentação vívida e dramática do heroísmo da RAF no documentário, Target for Tonight

### Prêmio Memorial Irving G. Thalberg
- A Walt Disney.[4]

### Múltiplas indicações
- 11 indicações: Sergeant York
- 10 indicações: How Green Was My Valley
- 9 indicações: Citizen Kane e The Little Foxes
- 7 indicações: Here Comes Mr. Jordan
- 6 indicações: Hold Back the Dawn
- 4 indicações: Ball of Fire, Blossoms in the Dust e That Hamilton Woman
- 3 indicações: The Chocolate Soldier, Dr. Jekyll and Mr. Hyde, The Maltese Falcon, Sun Valley Serenade, Sundown e Suspicion
- 2 indicações: All-American Co-Ed, All That Money Can Buy, Aloma of the South Sea, Blood and Sand, Buck Privates, The Devil and Miss Jones, Dive Bomber, Dumbo, Ladies in Retirement, Louisiana Purchase, Topper Returns e You'll Never Get Rich